# هندسة السكك الحديدية
هندسة السكك الحديدية هي هندسة متعددت الاقسام وفي هذا القسم تتعامل مع تصميم وبناء وتشغيل جميع أنواع السكك الحديدية، وهو يشمل مجموعة واسعة من التخصصات الهندسية، بما في ذلك الهندسةالكهربائية ،هندسة الكمبيوتر ،الهندسة المدنية، الهندسة الميكانيكية ، الهندسة الصناعية و هندسة الإنتاج.

## التاريخ
مع ظهور السككك الحديدية في أوائل القرن التاسع عشر، ظهرت الحاجة إلى وجود فريق متخصص من المهندسين قادر على التعامل مع المشاكل الفريدة المرتبطة بهندسة السككك الحديدية، كما توسعت خطوط السكك الحديدية وأصبحت قوة اقتصادية كبرى، اليوم هندسة السكك الحديدية قسم حيوي من اقسام الهندسة وبرع العديد من المهندسين في هذا القسم ومن ابرزهم من بريطانيا ريتشارد ترافيثيك وجورج ستيفنسون.